# Axen

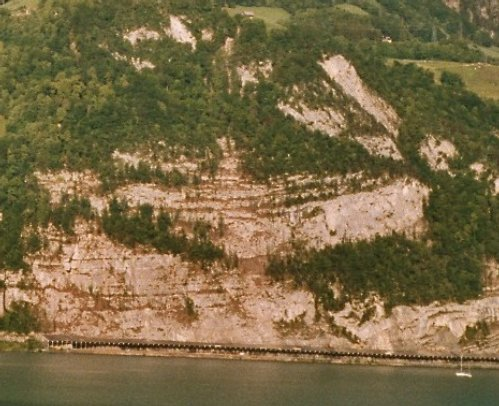
Der Axen mit der Axenstrasse

Der Axen ist die Steilwand über dem Ostufer des Urnersees, dem südlichsten Teil des Vierwaldstättersees in der Schweiz. Es handelt sich um die dem See zugewandten Teile der beiden Berge Fronalpstock und Rophaien.
Die berühmte, teilweise kühn angelegte Axenstrasse führt den Axen entlang von Brunnen über Sisikon und die Tellsplatte nach Flüelen.
Eine Luftseilbahn fährt von Flüelen (Gruonbach) nach Oberaxen (Variante: Ober Axen), eine weitere von der Tellsplatte nach Unteraxen (Variante: Unter Axen), deren Betrieb jedoch eingestellt wurde.
Da es immer wieder zu Felsstürzen und Murgängen am Axen kommt, wurde die Axenstrasse in der Vergangenheit mehrfach gesperrt.